# Äusserer Salzstadel (Schaffhausen)

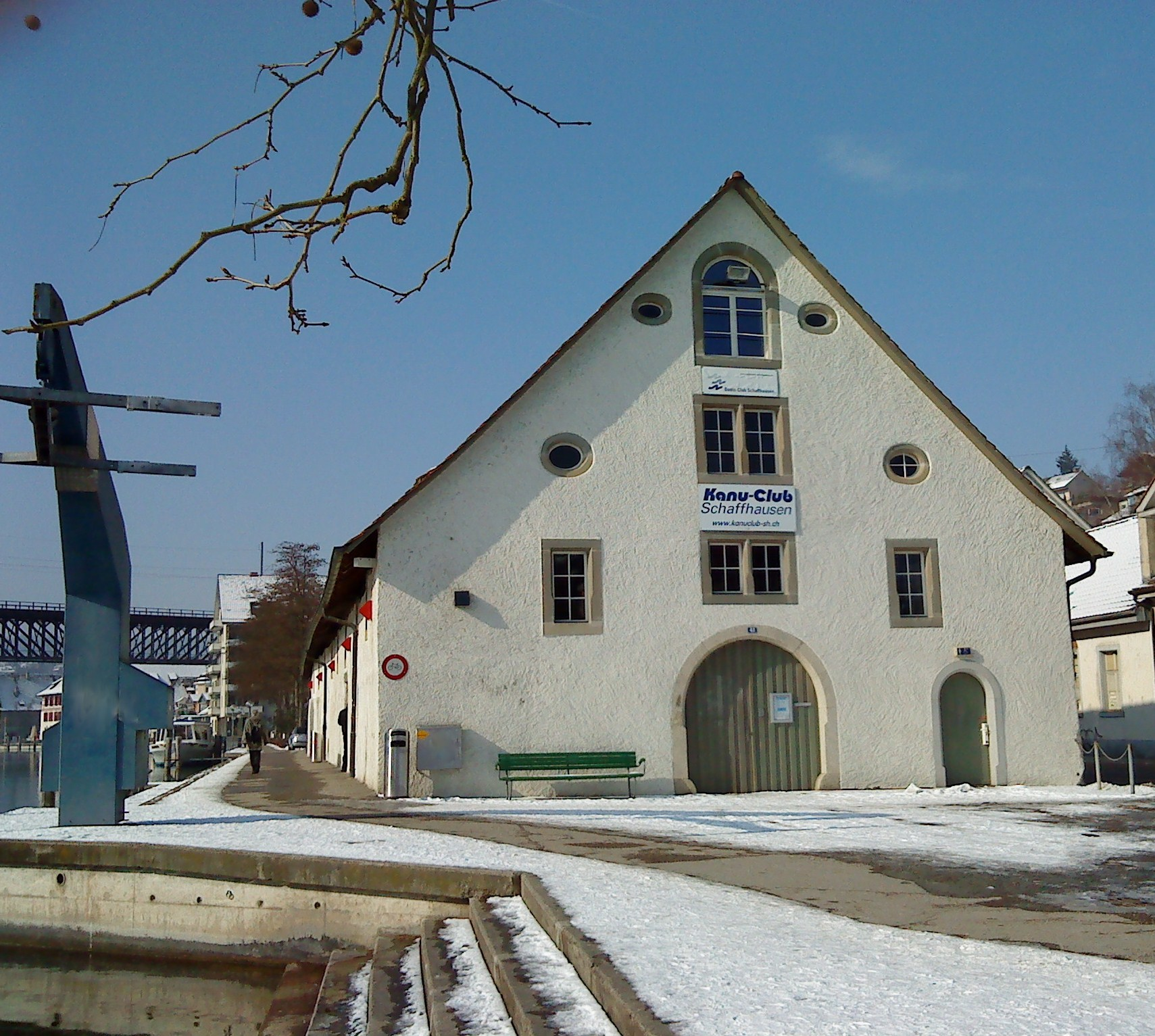
Äusserer Salzstadel in Schaffhausen von Osten

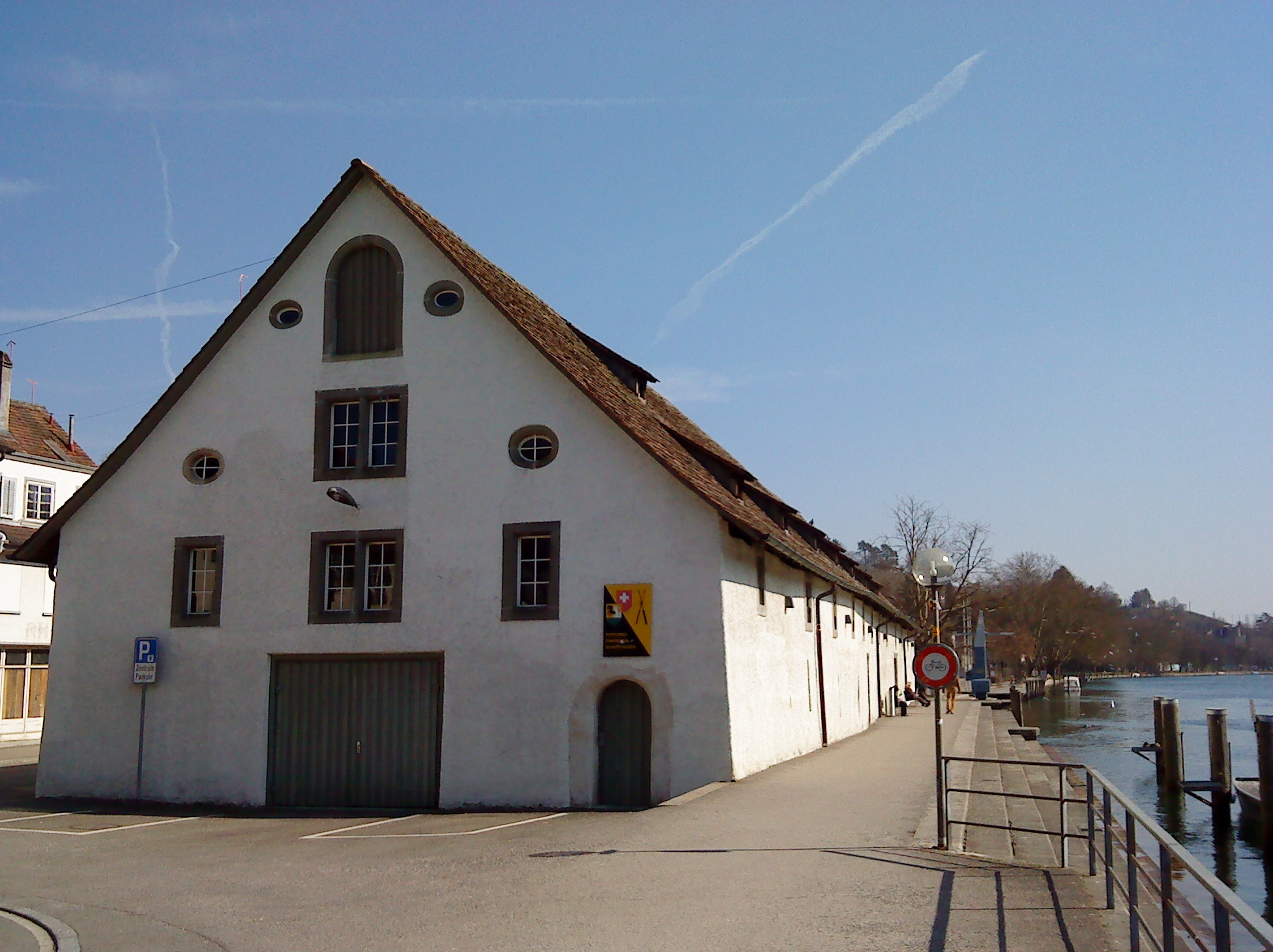
Westansicht des äusseren Salzstadels

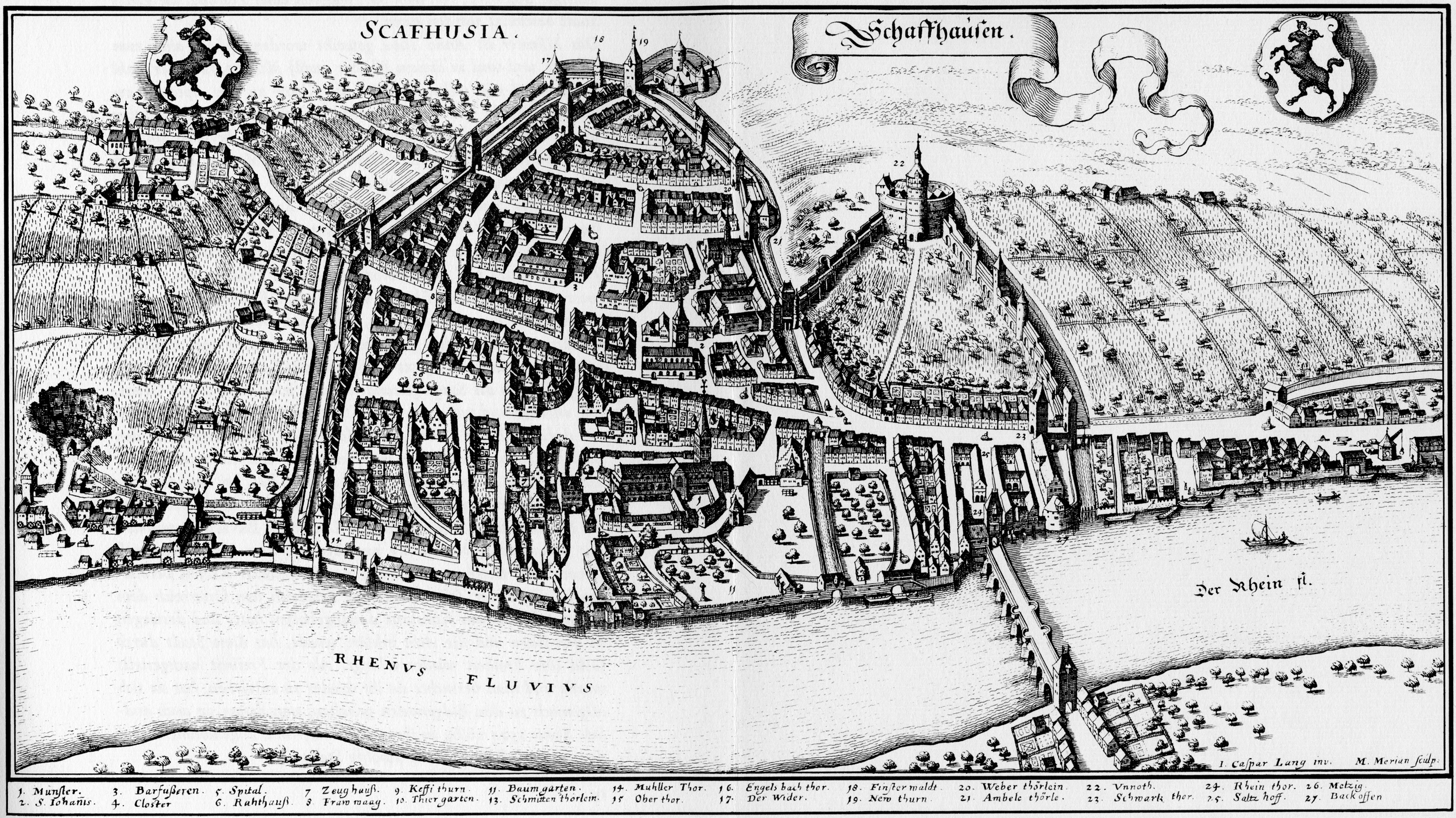
Merian-Stich von 1642. Vorgängergebäude steht ganz am rechten Rand, direkt am Rhein.

Der 1673 ausserhalb der Stadtbefestigung direkt an den Rhein erbaute äussere Salzstadel liegt ca. 200 Meter rheinaufwärts vom Freien Platz in Schaffhausen, Schweiz.
Ursprünglich wurde der äussere Salzstadel als Lagerstätte für Salz erstellt. Wahrscheinlich handelt es sich um einen Erweiterungsbau, da auf dem Merian-Stich von 1642 bereits ein Gebäude mit ähnlichen Ausmassen zu sehen ist.

## Bauart
Der untere Teil des Gebäudes wurde aus Stein in Massivbauweise, der Dachstuhl aus Holz, errichtet.
1961 wurde mit dem Bau des neuen Kraftwerks Schaffhausen begonnen. Die neu entstandene Staustrecke erforderte umfassende Anpassungen an den Ufern. Gleichzeitig wurden deshalb die Rheinuferstrasse, die neue Rheinbrücke, die Schifflände sowie die Uferpromenade Lindli nach Büsingen gebaut. Die Neugestaltung des Rheinufers hatte auch auf den ursprünglich direkt am Rhein liegenden äusseren Salzstadel Auswirkungen. Die neue Uferpromenade wurde zwischen Rhein und Salzstadel gebaut. Die Promenade liegt ca. 30 cm höher als das übrige Umland. Besonders gut ist dies an den ursprünglich direkt zum Rhein führenden Tore zu sehen.

## Nutzung
Bis zum Bau der Eisenbahnlinien um 1860 war die Schifflände von Schaffhausen während Jahrhunderten ein florierender Umschlagplatz für Salz. Schaffhausen verfügte zeitweise über das grösste Salzdepot der Eidgenossenschaft. Das Salz stammte hauptsächlich aus Tirol und Bayern. Nebst dem äusseren Salzstadel zeugen heute noch an der Schifflände der Schweizerhof sowie der Güterhof von dieser florierenden Zeit.
Nachdem der Warenverkehr auf dem Rhein eingestellt worden war, diente das Gebäude als Magazin des städtischen Tiefbauamtes. Für die bessere Nutzung wurde der Eingangsbereich vergrössert. Dieser Eingriff wurde bei der umfassenden Renovation von 1954 rückgängig gemacht. Die letzte Aussenrenovation erfolgte 2007.
Die direkte Lage am Rhein ist für die Nutzung durch Wassersportvereine ideal. Der Rhein ist über Treppenstufen her erreichbar. Ab den frühen 1920er Jahren mietete der Wassersport-Verband Schaffhausen das Gebäude. 1926 bezog der Ruder-Club in Feuerthalen ein neues Domizil. Seit dieser Zeit dient der östliche Teil des äusseren Salzstadels der Ortssektion der schweizerischen Flusswanderer, dem heutigen Kanu-Club Schaffhausen als Bootshaus. Ausserdem nutzen der Fischerei-Verein, der Pontonierfahrverein (Pontoniersport) und der Motorbootclub die restlichen Teile des historischen Gebäudes.